# Iván Fernández
 Iván Fernández (nascido em 10 de junho de 1983) é um atleta espanhol que compete internacionalmente pela Espanha. 
Ele compete em provas de longa distância, principalmente cross country e maratona, e é treinado pelo especialista em corridas de fundo maratonista Martin Fiz. Um vídeo dele auxiliando Abel Mutai a chegar na linha de chegada na corrida Burlada Cross Country, em vez de passar por ele e conquistar a vitória, se tornou viral em janeiro de 2013. Ele foi elogiado globalmente por seu fair play. 

## Registro de competição
| Ano                  | Competição                       | Local                     | Posição              | Evento               | Notas                |
| Representing Espanha | Representing Espanha             | Representing Espanha      | Representing Espanha | Representing Espanha | Representing Espanha |
| -------------------- | -------------------------------- | ------------------------- | -------------------- | -------------------- | -------------------- |
| 2005                 | Youth Summer Olympic Festival    | Lignano Sabbiadoro, Italy | 6th                  | 2000 m steeplechase  | 6:08.25              |
| 2005                 | World Youth Championships        | Marrakesh, Morocco        | 13th (h)             | 2000 m steeplechase  | 6:29.77              |
| 2009                 | European U23 Championships       | Kaunas, Lithuania         | 5th                  | 10.000 m             | 30:37.77             |
| 2014                 | Ibero-American Championships     | Sao Paulo, Brazil         | 3rd                  | 5000 m               | 13:59.61             |
| 2016                 | European Athletics Championships | Amsterdam, Netherlands    | 72nd                 | Half marathon        | 1:09:38              |
| 2017                 | World Championships              | London, United Kingdom    | -                    | Marathon             | DNF                  |

## Recordes pessoais
Ao ar livre 
- 5000 metros - 13: 36.64 (2013)
- 10.000 metros - 28: 51.41 (2014)
- 10 quilômetros - 29:34 (2014)
- Meia maratona - 1h03: 51 (2012)
- Maratona - 2:12:55 (2016)
- 2000 metros com obstáculos - 5: 55.50 (2005)
- 3000 metros com obstáculos - 9: 05.00 (2006)